# زیلاندیا ۱۳۳۶

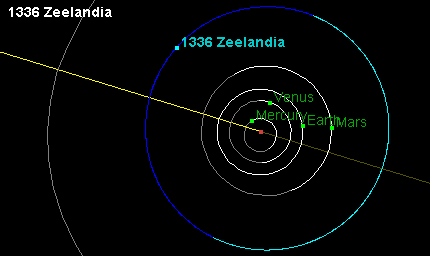
مدار زلانیا در سال ۱۳۳۶

سیارک ۱۳۳۶ (به انگلیسی: 1336 Zeelandia، نامگذاری:1934RW) هزار و سیصد و سی و ششمین سیارک کشف شده‌است که در ۹ سپتامبر ۱۹۳۴ کشف شد.
قدر مطلق سیارک برابر ۱۰٫۶۶ است.